# Ashley Leggat
Ashley Leggat (Hamilton, 26 settembre 1986) è un'attrice e ballerina canadese.
È famosa per aver indossato i panni di Casey MacDonald nella serie per ragazzi La mia vita con Derek, di Brittany MacMillan nella serie Darcy's Wild Life e di Kelly nella serie della CBS 11 Cameras.

## Filmografia

### Cinema
- What Girls Learn, regia di Lee Rose (2001)
- Quanto è difficile essere teenager! (Confessions of a Teenage Drama Queen), regia di Sara Sugarman (2004)

### Televisione
- Cadet Kelly - Una ribelle in uniforme (Cadet Kelly), regia di Larry Shaw (2002)
- The Music Man, regia di Jeff Bleckner (2003)
- AAA Babbo Natale cercasi (A Very Married Christmas), regia di Tom McLoughlin (2004)
- Made... The Movie, regia di Samir Rehem (2010)
- Vacanza con Derek (Vacation with Derek), regia di Michael McGowan (2010)
- La ragazza perfetta (The Perfect Girlfriend), regia di Curtis Crawford (2015)

### Serie TV
- Real Kids, Real Adventures – serie TV, episodi 3x7 (1999)
- I Was a Sixth Grade Alien – serie TV, 4 episodi (2000)
- In a Heartbeat - I ragazzi del pronto soccorso (In a Heartbeat) – serie TV, 4 episodi (2000-2001)
- The Zack Files – serie TV, episodi 2x15 (2002)
- Ace Lightning – serie TV, 13 episodi (2004)
- The Blobheads – serie TV, episodi 1x10-1x21 (2004)
- Darcy's Wild Life – serie TV, 5 episodi (2005-2006)
- 11 Cameras – serie TV, 20 episodi (2006)
- La mia vita con Derek (Life with Derek) – serie TV, 70 episodi (2005-2009)
- I misteri di Murdoch (Murdoch Mysteries) – serie TV, episodio 3x07 (2010)
- Good Witch – serie TV, 4 episodi (2015)
- Suits – serie TV, episodio 6x03 (2016)